# Leon Mavrocordat
Leon Mavrocordat (n. 26 decembrie 1858, Cristești, Iași - d. 5 septembrie 1939, Tătărani, Vaslui) a fost unul dintre generalii Armatei României din Primul Război Mondial. 
Nu a participat la acțiunile de luptă, îndeplinind funcția de șef al Casei Militare Regale până la data de 1/13 iunie 1918, când împreună cu alți ofițeri a fost trecut în poziția „la dispozițiunea ministerului de război, pentru însărcinări speciale”.:1693

## Biografie și familie

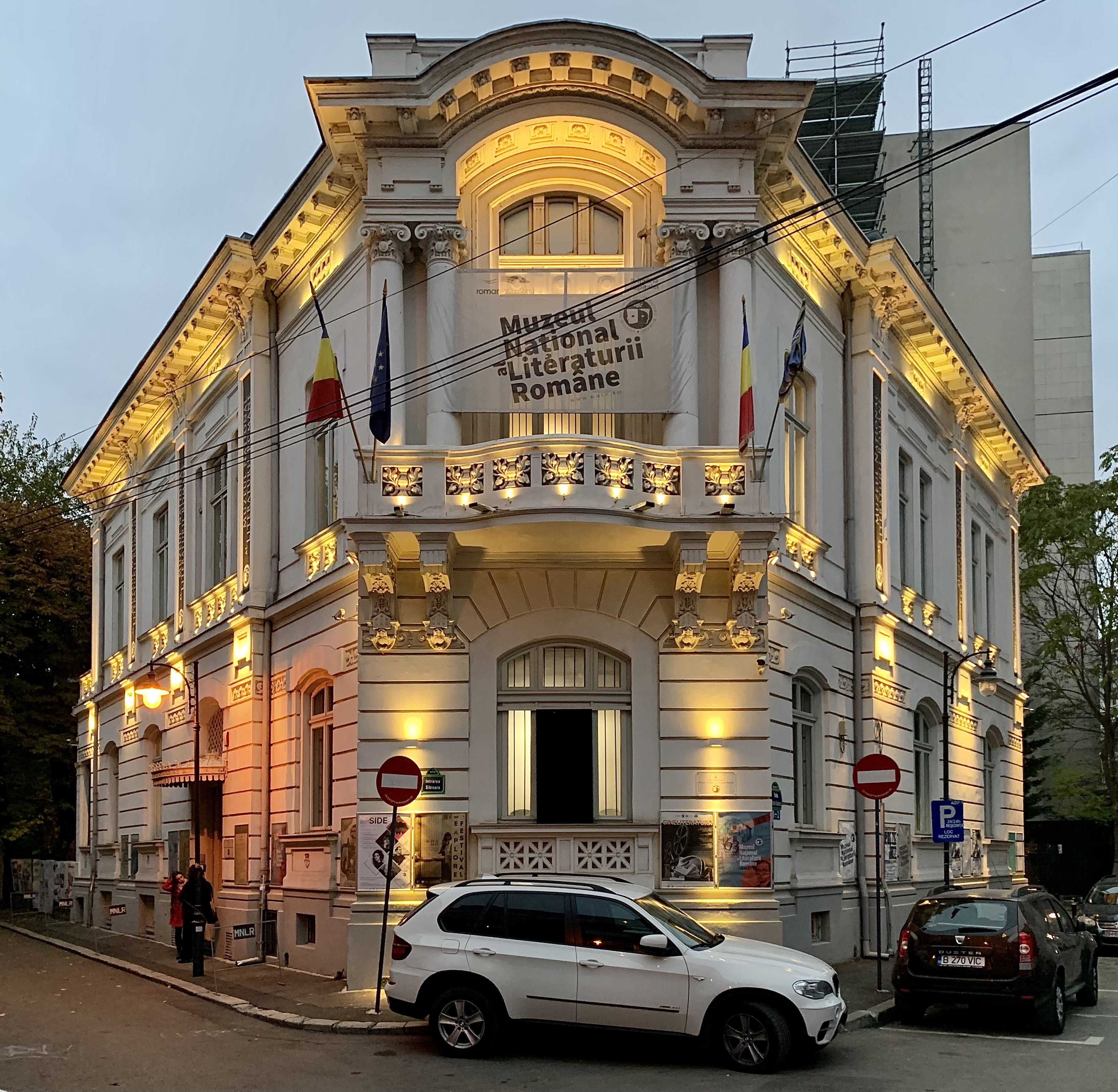
Casa familiei, astăzi sediul Muzeului Literaturii Române din București

Leon Mavrocordat a fost al doilea din cei cinci copii ai soților Alexandru și Elisa (născută Millo). A avut trei frați - Edgar, Emil și George. Fratele mai mare, Edgar Mavrocordat, a fost diplomat de carieră, fiind cel care avea să transmită, la 14/27 august 1916, declarația de război a României către Imperiul Austro-Ungar, în calitate de ministru plenipotențiar al României la Viena. Sora sa - Ema, a fost căsătorită cu omul politic Ion N. Lahovari, aceștia fiind părinții Marthei Bibescu.:p. 60
Tatăl său, descendent al primului domn fanariot în Moldova și Țara Românească, Nicolae Mavrocordat - fiul lui Alexandru Mavrocordat Exaporitul, a fost senator și mare șambelan la începutul domniei regelui Carol I.:p. 60
Între 1879-1885 Leon a fost trimis la studii în străinătate, unde a urmat cursurile Școlii Speciale Militare de la Saint-Cyr, Școlii de Aplicație pentru Artilerie și Geniu, din Fontainebleau și Școlii Superioare de Război din Paris.:p. 217
Leon Mavrocordat a fost căsătorit cu Maria Ghica-Comănești, fiica lui Dimitrie Ghica și a Zoei (Zimka) născută Lahovary. Soția sa, Maria (n. 2.02.1870 - d. 2.09.1950), a fost doamnă de onoare a reginei Maria. Familia a avut doi copii: o fată - Zoe (n. 1890, Viena - d. 1973, Madrid), și un băiat - Alexandru (Alexis) (n. 1894, Iași - d. 1919).:p. 60 Alexandru a fost ofițer cu gradul de locotenent, căzând pe câmpul de luptă cu ocazia luptelor cu formațiunile bolșevice din timpul incidentului armat de la Hotin din 1919.:p. 54
Începând cu anul 1906 familia a locuit în casa situată pe str. Nicolae Crețulescu (fostă Umbrei) nr. 8, unde soția sa a rămas până la moarte (1950).  Din 1 martie 2017 clădirea găzduiește sediul Muzeului Literaturii Române.

## Cariera militară
După absolvirea școlii militare de ofițeri cu gradul de sublocotenent, Leon Mavrocordat a ocupat diferite poziții în cadrul unităților de artilerie și infanterie (armă în care s-a transferat începând cu 1900):p. 217 sau în eșaloanele superioare ale armatei, cele mai importante fiind cele de comandant al Batalionului 4 Vânători, șef de stat major al Corpului 4 Armată și director general în Ministerul de Război.
Între 1895-1899 a fost director de studii iar între 1899-1900 a fost comandantul Școlii Superioare de Război. Începând cu anul 1900 a fost încadrat în Statul Major Regal, ca ofițer adjutant al regelui Carol I, iar în 1907 a fost numit șef al Casei Militare Regale (până în 1918) și mareșal al Palatului Regal (până în 1914). A fost trecut în retragere în anul 1919:p. 217
La moartea regelui Carol I, a fost unul dintre martorii care au semnat actul oficial de constatare a decesului. În 1920, a fost ales primul președinte al Federației Române de Scrimă.:p. 1022

## Lucrări
- Cursul serviciului de stat-major. Loc.-Colonel Mavrocordat. Anul 1899. Bucuresci, [1899]. (25 x 20,5). 1 f., 362 p., 6 p. (tabla de materii), 5 hărți. (Școala Superioară de Resboiu)
- Despre disciplină. Despre scrisori, ordine, rapoarte de Locot.-Colonel Mavrocordat. [București], 1898.[18]

## Decorații
- Ordinul „Steaua României”, în grad de ofițer (1904)
- Ordinul „Coroana României”, în grad de comandor (1912)
- Ordinul Carol I, (1911)
- Crucea „Meritul Sanitar” (1914)[1]:429